# Trachelopachys caviunae
Trachelopachys caviunae is een spinnensoort uit de familie van de Trachelidae.
De wetenschappelijke naam van de soort werd in 1947 als Trachelas caviunae gepubliceerd door Cândido Firmino de Mello-Leitão.